# 汝南埠镇
汝南埠镇，是中华人民共和国河南省驻马店市正阳县下辖的一个乡镇级行政单位。

## 行政区划
汝南埠镇下辖以下地区：
汝南埠村、陈门村、岗头村、魏龚村、大温村、谢寨村、小围孜村、滕庄村、孙庄村、洪山村、张夹村、前龚村、杨围孜村、岳城村、梁湖村、于岗村、齐寨村、于寨村、袁庄村、谭围孜村、陈围孜村、阮洼村、余楼村和杨岗村。